# トレブル (サッカー)
トレブル（英: The Treble）は、サッカーにおいて1つのクラブチームが1シーズンで3つの主要大会で優勝することである。日本語では三冠（さんかん）とも呼ばれる。3つの主要大会とはたいていの場合、各国におけるリーグ戦、国内カップ戦、各大陸で行われる国際大会の3つを意味する。世界各国・地域のリーグ戦やカップ戦については世界のサッカーと世界の女子サッカーを、各大陸で行われる国際大会についてはサッカーの国際大会一覧と女子サッカーの国際大会一覧をそれぞれ参照。

## 概要
基本的には2チームのみによって競われるタイトルはトレブルには含まれない（UEFAスーパーカップ、FAコミュニティ・シールド等のスーパーカップ）。
2つの国内カップ戦がある国（イングランドやスコットランド、ポルトガル、日本、カタール等）の場合、国内リーグ、国内オープンカップ、国内リーグカップの3つのタイトル獲得もトレブルとみなされることがある。
国内カップ戦が複数ある国の場合は当該国のトップリーグのチームのみが参加するリーグカップ（EFLカップ等）ではなく参加資格を限定しないオープンカップ（FAカップ等）を、国際大会が複数ある大陸の場合は各国のリーグ戦中位のクラブ中心に行われる国際大会（UEFAヨーロッパリーグ等）ではなく各国のリーグ戦上位クラブが出場する大陸選手権大会（UEFAチャンピオンズリーグ等）を優勝して3つのタイトルを獲得することが、サッカーにおける「トレブル」という言葉を指し示すことが多い。
1966-67シーズンにトレブルを果たしたスコットランドのセルティックは、リーグカップであるスコティッシュリーグカップも制して4冠を達成した。女子では2006-07シーズンにイングランドのアーセナルが、2019シーズンに日本の日テレ・ベレーザが4冠を達成している。

## 主要タイトル3冠
国内リーグ、国内オープンカップ、大陸選手権大会の3冠。

### 男子
| 所在大陸 | クラブ                       | 回数 | シーズン                | 獲得タイトル                                                                            |
| -------- | ---------------------------- | ---- | ----------------------- | --------------------------------------------------------------------------------------- |
| UEFA     | バルセロナ                   | 2    | 2008-09,2014-15         | リーガ・エスパニョーラ / コパ・デル・レイ / UEFAチャンピオンズリーグ                    |
| UEFA     | バイエルン・ミュンヘン       | 2    | 2012-13,2019-20         | ブンデスリーガ / DFBポカール / UEFAチャンピオンズリーグ                                 |
| UEFA     | セルティック                 | 1    | 1966-67                 | スコティッシュリーグ / スコティッシュカップ / UEFAチャンピオンズカップ                  |
| UEFA     | アヤックス                   | 1    | 1971-72                 | エールディヴィジ / KNVBカップ / UEFAチャンピオンズカップ                                |
| UEFA     | PSV                          | 1    | 1987-88                 | エールディヴィジ / KNVBカップ / UEFAチャンピオンズカップ                                |
| UEFA     | マンチェスター・ユナイテッド | 1    | 1998-99                 | プレミアリーグ / FAカップ / UEFAチャンピオンズリーグ                                    |
| UEFA     | インテル                     | 1    | 2009-10                 | セリエA / コッパ・イタリア / UEFAチャンピオンズリーグ                                   |
| UEFA     | マンチェスター・シティ       | 1    | 2022-23                 | プレミアリーグ / FAカップ / UEFAチャンピオンズリーグ                                    |
| UEFA     | パリ・サンジェルマン         | 1    | 2024-25                 | リーグ・アン / クープ・ドゥ・フランス / UEFAチャンピオンズリーグ                        |
| CONCACAF | クルス・アスル               | 2    | 1968-69,1997            | プリメーラ・ディビシオン / コパ・メヒコ / CONCACAFチャンピオンズカップ                  |
| CONCACAF | ディフェンス・フォース       | 1    | 1985                    | TTプロリーグ / トリニダード・トバゴカップ / CONCACAFチャンピオンズカップ                |
| CONCACAF | モンテレイ                   | 1    | 2019-20                 | リーガMX / コパMX / CONCACAFチャンピオンズリーグ                                        |
| CAF      | アル・アハリ                 | 3    | 2005-06,2006-07,2019-20 | エジプト・プレミアリーグ / エジプト・カップ / CAFチャンピオンズリーグ                   |
| CAF      | アングルベール               | 1    | 1967                    | リナフット / Coupe du Congo / アフリカチャンピオンズカップ                              |
| CAF      | ヴィタ・クルブ               | 1    | 1973                    | リナフット / Coupe du Congo / アフリカチャンピオンズカップ                              |
| CAF      | MCアルジェ                   | 1    | 1976                    | アルジェリア・シャンピオナ・ナシオナル / Algerian Cup / アフリカチャンピオンズカップ    |
| CAF      | ハーツ・オブ・オーク         | 1    | 2000                    | ガーナ・プレミアリーグ / Ghanaian Cup / CAFチャンピオンズリーグ                         |
| CAF      | エスペランス                 | 1    | 2011                    | チュニジア・リーグ / Tunisian Cup / CAFチャンピオンズリーグ                             |
| AFC      | アル・ヒラル                 | 1    | 2019-20                 | サウジ・プロフェッショナルリーグ / サウジ国王杯 / AFCチャンピオンズリーグ               |
| OFC      | オークランド・シティ         | 3    | 2006,2013-14,2014-15    | NZFCチャンピオンシップ / NZFCプレミアシップ / OFCチャンピオンズリーグ                   |
| OFC      | ワイタケレ・ユナイテッド     | 1    | 2008                    | NZFCチャンピオンシップ / NZFCプレミアシップ / OFCチャンピオンズリーグ                   |
| OFC      | ヤンゲン・スポール           | 1    | 2019                    | ニューカレドニア・シュペールリーグ / ニューカレドニア・カップ / OFCチャンピオンズリーグ |

### 女子
| 所在大陸 | クラブ                     | 回数 | シーズン                                | 獲得タイトル                                                                                    |
| -------- | -------------------------- | ---- | --------------------------------------- | ----------------------------------------------------------------------------------------------- |
| UEFA     | オリンピック・リヨン       | 5    | 2011-12,2015-16,2016-17,2018-19,2019-20 | ディヴィジオン・アン / クープ・ドゥ・フランス / UEFA女子チャンピオンズリーグ                    |
| UEFA     | フランクフルト             | 2    | 2001-02,2007-08                         | ブンデスリーガ / 女子DFBポカール / UEFA女子カップ                                               |
| UEFA     | バルセロナ                 | 2    | 2020-21,2023-24                         | プリメーラ・ディビシオン / コパ・デラ・レイナ / UEFA女子チャンピオンズリーグ                    |
| UEFA     | アーセナル                 | 1    | 2006-07                                 | FA女子プレミアリーグ / FA女子カップ / UEFA女子カップ                                            |
| UEFA     | ヴォルフスブルク           | 1    | 2012-13                                 | ブンデスリーガ / 女子DFBポカール / UEFA女子チャンピオンズリーグ                                 |
| CAF      | AS FAR                     | 1    | 2022-23                                 | モロッコ女子チャンピオンシップ / モロッコ女子カップ / CAF女子チャンピオンズリーグ               |
| AFC      | 日テレ・ベレーザ           | 1    | 2019                                    | なでしこリーグ / 皇后杯 / AFC女子クラブ選手権                                                   |
| OFC      | ASアカデミー               | 1    | 2023                                    | ニューカレドニア・シュペールリーグ / ニューカレドニア・カップ / OFC女子チャンピオンズリーグ     |
| OFC      | オークランド・ユナイテッド | 1    | 2024                                    | ニュージーランド女子ナショナルリーグ / ケイト・シェパード・カップ / OFC女子チャンピオンズリーグ |

## 国内タイトル3冠
国内リーグ、国内オープンカップ、国内リーグカップの3冠。

### 男子
| クラブ                     | 回数 | シーズン                                                         | 獲得タイトル                                                                       |
| -------------------------- | ---- | ---------------------------------------------------------------- | ---------------------------------------------------------------------------------- |
| セルティック               | 8    | 1966-67,1968-69,2000-01,2016-17,2017-18, 2018-19,2019-20,2022-23 | スコティッシュ・プレミアシップ / スコティッシュカップ / スコティッシュリーグカップ |
| レンジャーズ               | 7    | 1948-49,1963-64,1975-76,1977-78,1992-93, 1998-99,2002-03         | スコティッシュ・プレミアシップ / スコティッシュカップ / スコティッシュリーグカップ |
| リンフィールド             | 5    | 1921-22,1961-62,1993-94,2005-06,2007-08                          | NIFLプレミアシップ / アイリッシュカップ / 北アイルランド・フットボールリーグカップ |
| パリ・サンジェルマン       | 4    | 2014-15,2015-16,2017-18,2019-20                                  | リーグ・アン / クープ・ドゥ・フランス / クープ・ドゥ・ラ・リーグ                   |
| シャムロック・ローヴァーズ | 3    | 1924-25,1931-32,1963-64                                          | リーグ・オブ・アイルランド / FAIカップ / リーグ・オブ・アイルランドシールド        |
| 日産自動車                 | 2    | 1988-89,1989-90                                                  | 日本サッカーリーグ / 天皇杯 / JSLカップ                                            |
| ザ・ニュー・セインツ       | 2    | 2014-15,2015-16                                                  | ウェルシュ・プレミアリーグ / ウェルシュカップ / ウェルシュ・リーグカップ           |
| ボヘミアン                 | 1    | 1927-28                                                          | リーグ・オブ・アイルランド / FAIカップ / リーグ・オブ・アイルランドシールド        |
| 三菱重工業                 | 1    | 1978                                                             | 日本サッカーリーグ / 天皇杯 / JSLカップ                                            |
| デリー・シティ             | 1    | 1988-89                                                          | リーグ・オブ・アイルランド / FAIカップ / リーグ・オブ・アイルランドカップ          |
| バイエルン・ミュンヘン     | 1    | 1999-00                                                          | ブンデスリーガ / DFBポカール / DFLリーガポカール                                   |
| 鹿島アントラーズ           | 1    | 2000                                                             | J1リーグ / 天皇杯 / Jリーグカップ                                                  |
| リル                       | 1    | 2003-04                                                          | ウェルシュ・プレミアリーグ / ウェルシュカップ / ウェルシュ・リーグカップ           |
| アル・サッド               | 1    | 2007                                                             | カタール・スターズリーグ / アミールカップ / クラウンプリンスカップ                 |
| ベンフィカ                 | 1    | 2013-14                                                          | プリメイラ・リーガ / タッサ・デ・ポルトガル / タッサ・ダ・リーガ                   |
| ガンバ大阪                 | 1    | 2014                                                             | J1リーグ / 天皇杯 / Jリーグカップ                                                  |
| アル・ドゥハイル           | 1    | 2018                                                             | カタール・スターズリーグ / アミールカップ / カタール・カップ                       |
| マンチェスター・シティ     | 1    | 2018-19                                                          | プレミアリーグ / FAカップ / EFLカップ                                              |

他多数

### 女子
| クラブ             | 回数 | シーズン                                | 獲得タイトル                                                                                           |
| ------------------ | ---- | --------------------------------------- | --- |
| グラスゴー・シティ | 5    | 2008-09,2011-12,2012-13,2013-14,2014-15 | スコティッシュ・女子プレミアリーグ / スコティッシュ女子カップ / スコティッシュ女子プレミアリーグカップ |
| アーセナル         | 3    | 1992-93,2000-01,2006-07                 | FA女子プレミアリーグ / FA女子カップ / FA女子プレミアリーグカップ                                       |
| 日テレ・ベレーザ   | 3    | 2007,2018,2019                          | なでしこリーグ / 皇后杯 / なでしこリーグカップ                                                         |
| INAC神戸レオネッサ | 1    | 2013                                    | なでしこリーグ / 皇后杯 / なでしこリーグカップ                                                         |
| チェルシー         | 1    | 2020-21                                 | ウィメンズ・スーパーリーグ / FA女子カップ / FA女子リーグカップ                                         |

## カップトレブル
国内オープンカップ、国内リーグカップ、国際大会の3冠。

### 男子
| クラブ       | シーズン | 獲得タイトル                                                                 |
| ------------ | -------- | ---------------------------------------------------------------------------- |
| セルティック | 1966-67  | スコティッシュカップ / スコティッシュリーグカップ / UEFAチャンピオンズカップ |
| リヴァプール | 2000-01  | FAカップ / EFLカップ / UEFAカップ                                            |

### 女子
| クラブ           | 回数 | シーズン | 獲得タイトル                                               |
| ---------------- | ---- | -------- | ---------------------------------------------------------- |
| アーセナル       | 1    | 2006-07  | FA女子カップ / FA女子プレミアリーグカップ / UEFA女子カップ |
| 日テレ・ベレーザ | 1    | 2019     | 皇后杯 / なでしこリーグカップ / AFC女子クラブ選手権        |

## その他の3冠
| クラブ       | シーズン | 獲得タイトル                                                     |
| ------------ | -------- | ---------------------------------------------------------------- |
| リヴァプール | 1983-84  | フットボールリーグ / EFLカップ / UEFAチャンピオンズカップ        |
| ガラタサライ | 1999-00  | スュペル・リグ / テュルキエ・クパス / UEFAカップ                 |
| ポルト       | 2002-03  | スーペル・リーガ / タッサ・デ・ポルトガル / UEFAカップ           |
| ポルト       | 2010-11  | スーペル・リーガ / タッサ・デ・ポルトガル / UEFAヨーロッパリーグ |